# 빈곤의 여성화
빈곤의 여성화(Feminization of poverty)는 빈곤의 성별 격차 확대로 인해 남성과 여성의 생활 수준에서 불평등이 증가하는 추세를 의미한다. 이 현상은 동일한 사회 경제적 지위에 있는 남성에 비해 여성과 아동이 낮은 사회 경제적 지위 집단 내에서 불균형하게 대표되는 방식과 크게 관련이 있다.
이 용어는 20 세기 말에 미국에서 시작되었으며 논의가 활발한 국제 현상으로 주목 받고 있다.이 현상은 소득 부족과 교육 기회의 박탈, 사회와 정부 모두에 존재하는 성차별의 결과이다. "빈곤의 여성화"는 빈곤, 적절한 의료에 대한 선택 및 접근성 부족을 탐구하는 개념이다.
다른 정의는 일반적인 삶의 질이나 가정 역학의 격차에 초점을 맞춘다. "빈곤의 여성화"는 의사결정력, 이질적인 수입, 자산 부족, 시간 빈곤, 능력 박탈, 건강 결과의 박탈, 사회 문화적 배제를 포함한 여성들에게 영향을 미치는 빈곤의 유형에 초점을 맞추고 있다. 그러나, 종교적 전통과 역사적인 고정 관념은, 여성을 주부 및 주요 간병인으로 강조하기 때문에 이 추세를 영속시킨다.
빈곤의 여성화에는 여러 가지 원인이 있다. 이러한 원인에는 가족 및 가정의 구조, 고용, 성폭력, 교육, 기후 변화, 여성경제 및 건강이 포함된다.
빈곤의 여성화는 주로 세 가지 국제 지수를 사용하여 측정된다. 이러한 지수는 성별 관련 개발 지수(the Gender-related Developmental Index), 성별 권한분산 측정(Gender Empowerment Measure) 및 인간 빈곤 지수(Human Poverty Index)이다.

## 역사
'빈곤의 여성화'라는 개념은 1970년대로 거슬러 올라가서, 일부 유엔 문서를 통해 1990년대부터 알려지기 시작했다. 미국의 빈곤율 증가에 있어서 성별 패턴에 초점을 맞춘 연구가 발표된 후, 대중 사회에서도 두드러지게 되었다.
빈곤의 여성화는 여성과 남성의 비교를 바탕으로 한 상대적 개념이다. 가령, 빈곤의 여성화는, 한 사회의 빈곤이 남성들 사이에서만 뚜렷하게 감소되고 여성들 사이에서는 약간만 감소되는 경우라고 할 수 있다.

## 정의
빈곤의 여성화는 다양한 의미와 층을 가지고 많은 논의를 거치고있는 개념이다. 메데이루스 M, 코스타 J(2008)는 빈곤의 여성화는 남성과 여성 사이의 삶의 질 격차 확대와 관련이 있음을 다루고, 동시에 남성과 여성의 가정역할 격차도 다루고 있다. 메데이루스 M, 코스타 J(2008)도 마찬가지로, 성차별이 빈곤을 결정하는 데 있어 그 역할이 증가함을 묘사한다. 가령, 남성과 여성 사이의 임금 차별의 증가는 또한 모든 유형의 가족에서 여성과 남성의 빈곤을 악화시킨다. 이것은 여성에 대한 편견과 빈곤의 증가 사이의 관계를 나타내기 때문에 빈곤의 여성화로 이해된다. 수많은 사례에서, 빈곤의 원인에 대한 이러한 변화는 빈곤의 여성화 유형으로써, 즉 여성과 여성가장 가계의 상대적 빈곤 수준의 변화를 초래할 것이다.
이 개념은 또한 여성과 남성 사이의 상당한 성별 임금 격차를 포함하여, 여성의 빈곤에 기여하는 많은 사회적, 경제적 요소들을 설명하는 데 도움이 되었다.
이 용어는 미국에서 유래되었으며, 국제 현상으로서 그 중요성을 다투고 있다.소득이 "빈곤선" 아래로 떨어지는 여성 가장 가구의 비율이 여성 빈곤의 척도로 폭넓게 채택됐다.
Besell S(2010)에 따르면 빈곤의 소득 기반 척도의 기저에는 두 가지 가설이 있다. 첫째, 소득이 소득통제력과 동일시되는 경향이 있다. 여성이 근로소득을 통제할 수도 있지만, 가난한 여성의 재정적 주권에 대한 한계는 잘 입증되어있다. 단순히 소득에만 기초한 대책은 여성들이 소득을 얻지만 그 소득에 대한 통제력이 없을 때의 빈곤의 범위와 본질을 은폐한다.누가 수입을 통제하느냐 하는 문제는 여성에게 민감한 문제이지만, 남성의 입장과 행복과도 관련이 있다. 개인에게 무거운 공동체적, 친족적 또는 씨족 기반의 의무를 부과하는 사회는 여성과 남성 모두의 개인 소득을 제한적으로 통제한다.
둘째, 소득은 동등한 접근을 창출하고 동등한 이익을 발생시킨다는 가정이다. 교육에 대한 접근은 그 점을 잘 보여준다. 재원 부족은 가난한 어린이들의 낮은 등록율이나 높은 중퇴율을 초래할 수 있지만, '여성의 역할에 대한 사회적 가치관'과 '여학생들에 대한 정규 교육의 중요성'은 남성과 여성 등록율의 차이를 입증하는데 더 의미가 있을것이다.

## 원인
여성을 빈곤의 위험에 처하게 하는 주요인으로는 가족구조 변화, 성별 임금 격차, 여성의 저임금 직업 유병률, 일·가정 지원 부족, 공익 접근에 수반되는 어려움 등이 있다. 빈곤의 여성화는 남아시아의 일부 지역에서 가장 심각할 수 있는 문제이며, 또한 사회적 계층에 따라 달라진다. 소득이 낮은 것이 주요 원인이지만, 여러 가지 측면이 이 문제와 관련되어 있다. 한부모 가정의 어머니들은 그들의 수입이 아이들을 양육하기에 부족하기 때문에 보통 극빈의 위험에 처해있다. "전통적인" 여성의 이미지와 전통적인 역할은 오늘날 세계의 많은 문화에 여전히 영향을 미치고, 여전히 여성이 경제의 필수적인 부분이라는 것을 완전히 깨닫지 못하게 하고있다. 게다가, 소득 빈곤은 자녀들이 좋은 교육과 영양분을 섭취할 수 있는 가능성을 낮춘다. 낮은 수입은 여성들이 공식적인 고용을 얻으려고 노력하는 과정에서 직면하는 사회적 편견의 결과이며, 이는 다시 가난의 굴레를 심화시킨다. 소득 이외에도, 빈곤은 시간적 빈곤과 역량 박탈과 같은 다른 차원에 나타난다. 빈곤은 다차원적이어서 경제적, 인구통계학적, 사회문화적 요소들이 모두 겹치고 빈곤의 확립에 기여한다. 이것은 여러 가지 근본 원인과 징후를 가진 현상이다.

### 한부모 가정
한부모 가정(모자가정)은 빈곤의 여성화를 다루는 데 있어 매우 중요하며, 여성 가장이 있고 남성 가장이 없는 가구로 폭넓게 정의될 수 있다. 한부모 가정은 소득과 자원의 부족으로 여성 빈곤의 위험이 가장 높다. 지구적으로 한부모 가정이 지속적으로 증가하고 있으며, 이는 여성 빈곤의 비율을 높인다. 한부모 가정의 싱글맘들은 사회에서 가장 가난한 여성들로, 그들의 자녀들은 또래들에 비해 불리한 경향이 있다. 가구 내 여성 가장의 증가에는 다른 요소들이 고려될 수 있다. 결혼하지 않은 가장들도 경제적 위험에 처해 있지만, 가족 구조의 변화, 특히 이혼이 여성 가장 가계의 빈곤의 초기 원인이다. 남자들이 이주 노동자가 되면, 여성들은 그들 가정의 주요 돌봄인력이 될 수 밖에 없다. 일할 기회를 가진 여성들은, 대개 더 많은 교육을 받아서 더 나은 직업을 얻지는 못한다. 그들은 재정적인 지속가능성이나 혜택을 제공하지 않는 일자리에 남겨진다. 남편의 질병이나 죽음과 같은 다른 요소들은 개발도상국들의 한부모 가정의 증가로 이어진다.
여성 가장 가구는 가구 내에서 재정적 지원을 제공할 소득자가 적기 때문에 빈곤에 가장 취약하다. 짐바브웨의 한 사례연구에 따르면 과부가 사는 가구의 소득은 남성 가장 가구의 절반 정도이며, 사실 여성가장 가구소득은 남성가장 가구소득의 약 4분의 3정도이다. 또한 한부모 가구는 삶의 필수자원이 부족하며, 이는 빈곤 상태를 악화시킨다. 그들은 건강 및 교육과 같은 기본적인 요구와 함께 적절한 생활 수준을 달성할 수 있는 기회를 얻지 못한다. 한부모 가정은 남성과 비교하여 여성이 빈곤에 더 취약하고 삶의 필수요소가 부족하기 때문에 성별 불평등 문제와 관련이 있다.
가난에 찌든 환경에서 양육하는 것은 아이에게 정서적인 불안정과 어머니와의 관계문제를 야기시킬 수 있다.
빈곤해지는 데에는 많은 요인들이 기여한다. 이러한 요인들 중 일부는 싱글맘의 삶에 더 만연해 있다. 싱글맘의 인구통계학적 특성을 조사했을 때, 몇 가지 요인이 더 높은 비율로 나타났다. 결혼 상태(이혼 또는 과부), 교육 및 인종이라는 특성은 싱글맘의 빈곤 수준과 밀접한 관련이 있다. 특히, 빈곤층 엄마들은 대학 학위를 거의 가지고있지 않았고, 생계를 위해 일을 해야 했다. 이러한 인구학적 특성은 빈곤층의 육아에 영향을 미칠 뿐만 아니라, 블룸 박사가 볼 때 정서적 특성에도 불안정성을 제공했다. 엄마들은 가족의 "돌봄이" 또는 "양육자"로 여겨진다. 어머니에게 기대되는 몇몇 전형적인 것들은 어머니가 주 돌봄제공자인 경우의 저소득 가정에서는 주기가 더 어렵다. 블룸 박사의 전형적인 어머니 역할의 예시는, 생일에 학교에 간식을 가져오는 것이거나 학부모 교사 회의에 갈 것으로 기대되는 것 등등이었다. Denise Zabkiewicz라는 연구원이 빈곤에 처한 싱글맘들을 조사했고, 시간이 지남에 따라 우울증의 비율을 측정했다. 2010년 최근의 연구들이 일이 정신 건강에 이롭다는 발상을 가져왔기 때문에, Zabkiewicz는 직업이 빈곤층 미혼모들에게 정신적으로 이로운지를 연구하려고 생각했다. 그 결과는 사실로 결론지어졌다; 어머니의 우울증 비율은 안정적이고 장기적인 직업을 가질 때 훨씬 낮았다. 정규직 취업 가능성은 특정 요인에 따라 감소한다. 싱글맘들을 대상으로 이러한 특정 요인들을 조사했을 때 더 높은 비율로 발생했다: 공동거주, 대학 학위, 그리고 복지의 사용. 이 모든 요소들은 연구원인 브라이언 브라운과 다니엘 리히터가 싱글맘들의 빈곤에 기여하는 것으로 밝혀낸 것들이다.

### 고용
지구적으로 여성들에게는 취업 기회가 제한되어 있다. 동료와의 의미 있는 관계를 가능하게 하는 작업에 동등하게 접근함으로써, 자신의 환경을 물질적으로 통제할 수 있음은 인간적인 삶에 필수적이다. 고용의 영향은 재정적인 독립성을 세우고 있다. 고용은 가정 내에서 안전성을 높이고, 가정 내에서 존중과 협상위치를 보장하는 실제 경험 또한 늘린다. 여성 고용이 크게 성장했지만 일자리의 질은 여전히 크게 불평등하다. 십대들이 어머니인 상태는 빈곤에 해당하는 요소이다.
고용에는 두 가지 유형이 있다. 공식 및 비공식. 정식 고용은 정부가 규제하고 근로자는 임금과 특정 권리를 보장받는다. 비공식 고용은 등록되지 않은 소규모 기업에서 이루어진다. 그것은 일반적으로 여성 고용의 큰 원천이다. 비공식적인 돌봄 작업의 부담은 주로 남성보다 이 역할에서 더 오래, 더 열심히 일하는 여성들에게 있다. 이것은 그들이 다른 직업을 가지고 위치를 바꾸는 능력, 그들이 일할 수 있는 시간, 그리고 일을 포기하기로 결정하는 것에 영향을 미친다. 하지만 대학 학위나 다른 형태의 고등 학문을 가진 여성들은 자상한 책임감을 가지고도 직장에 남아 있는 경향이 있기 때문에, 이것은 이러한 경험에서 비롯된 인적 자본이 여성들이 일자리를 잃었을 때 기회 비용을 느끼게 한다는 것을 암시한다. 아이를 갖는 것은 역사적으로 여성의 고용 유지 선택에도 영향을 미쳤다. 이런 '아동 효과'는 1970년대 이후 크게 줄어든 반면, 여성 고용은 현재 감소하고 있다. 이것은 육아와는 관련이 없고 모든 여성, 어머니, 비어머니를 위한 열악한 취업 시장과는 더 관련이 있다.

### 성폭력
미국에서 증가하고 있는 성폭력의 형태는 인신매매이다. 빈곤은 거리에 나앉은 더 많은 사람들로 인해 인신매매 증가로 이어질 수 있다. 빈곤층, 외국인, 사회적 빈곤층 또는 기타 불이익을 받는 여성들은 인신매매에 고용되기 쉽다. 켈시 투미엘의 논문에 언급된 많은 법률들이 최근 이 현상에 대항하기 위해 만들어졌지만, 인신매매는 미국에서 불법 마약 거래량을 능가할 것으로 예측된다. 이러한 성폭력 범죄의 피해자인 여성들은 권력 남용, 조직적인 범죄, 그리고 그들을 보호하기 위한 불충분한 법률로 인해 그런 삶을 탈출하는데 어려움을 겪고 있다. 현재 인신매매에 종사하고 있는 사람들이 아프리카 노예 매매 때 보다 더 많다. 인신매매의 "브랜딩"은 저자 탐마이(Tam Mai)의 주장에 대한 인식을 불러 일으킨다. 이것은 대중의 주장과 개입을 허용한다. 탐마이의 기사에서 제기된 주장에 따르면 빈곤을 줄임으로써 거리의 인신매매가 감소할 수 있다고 한다.

### 교육
여성과 소녀들은 개발도상국의 기초 교육에 대한 접근이 제한적이다. 이는 이러한 국가의 강력한 성차별과 사회적 위계질서에 기인한다. 개발도상국 여학생의 약 4분의 1이 학교에 다니지 않는다. 이것은 정보에 입각한 선택을 하고 목표를 달성하는 여성의 능력을 방해한다. 여성교육을 활성화하면 가계빈곤이 줄어든다. 고등교육은 여성의 빈곤을 감소시키는 주요 열쇠이다.
개발 도상국에서 교육에 등록한 제한된 수의 여학생이 남학생보다 중퇴율이 높다. 이는 높은 강간 및 성폭행 발생률로 인해 발생하며, 원치 않는 임신, 및 남성 우선 교육으로 이어질 수 있다. 여성들은 청소, 요리, 아이들을 돌보는 것을 포함하여 가정 기술을 배우는 동안 남성들은 교육을 받을 것이다. 성적을 위한 여성의 성 제공 등으로 대표되는 직업적 부정행위에 대한 주장의 수준이 매우 높다. 학생과 강사의 성희롱 때문에 여성 고등교육의 불평등이 크다.

### 기후변화
여성은 남성보다 가난할 가능성이 높고, 가난한 아이들의 보살핌을 책임질 가능성이 더 높다. 세계 빈곤층의 약 70%가 여성이다; 개발도상국 시골 여성들은 지구상에서 가장 불리한 집단 중 하나이다. 그러므로 그들은 기후 변화로 인한 변화에 대처하기 위해 필요한 자원을 가지고 있지 않을 것이며, 그들의 일상적 상황이 악화되는 것을 겪을 가능성이 매우 높다. 가난한 여성들은 남성들보다 자연재해와 극단적인 날씨 사건에 의해 다치거나 사망할 가능성이 더 높다. 또한 가정이 식량 부족을 경험할 때 여성이 음식을 먹지 않고 자녀가 먹을 수 있도록하는 경향이 있다는 증거도 있다. 빈곤과 기후 변화가 밀접하게 연관되어 있기 때문에, 가장 가난하고 가장 불리한 집단은 종종 농업과 같이 기후에 민감한 생업에 의존하는데, 이것은 그들을 기후 변화에 불균형적으로 취약하게 만든다. 이러한 그룹은 더 나은 주택과 가뭄에 강한 농작물과 같은 심각한 기후 영향을 견뎌내는 데 필요한 자원이 부족하다. 이러한 적응 능력의 감소는 그들을 더욱 취약하게 만들고, 그들의 행복을 유지하기 위해 삼림 벌채와 같은 지속 불가능한 환경 관행에 참여하도록 강요한다. 사람들이 기후변화에 의해 영향을 받는 정도는 부분적으로 그들의 사회적 지위, 권력, 빈곤, 그리고 자원에 대한 접근과 통제의 기능이다. 여성은 기후 변화의 영향에 더 취약하다. 그들은 세계 빈곤층의 대부분을 차지하고 있으며 기후 변화에 의해 위협받는 천연 자원에 의한 생계에 더 의존하고 있다. 제한된 이동성과 함께 자원과 의사 결정 과정에 대한 불평등한 접근성이 결합되어 농촌의 여성들은 기후 변화에 의해 불균형적으로 영향을 받는 위치에 있게 된다. 여성과 기후 변화에 관한 세 가지 주요 논의들이 있다. 첫째, 여성들은 가난한 사람들 중 가장 가난하기 때문에 특별한 관심을 필요로 한다; 둘째, 기후 변화로 인한 자연재해 중 사망률이 더 높기 때문이다. 셋째, 여성들이 더 환경적으로 의식하기 때문이다. 처음 두 사람은 주로 남부의 여성을 지칭하지만, 마지막은 특히 북한의 성별과 기후 변화에 관한 문헌에서 두드러진다. 빈곤의 여성화는 주어진 맥락에서 남성과 여성 빈곤의 차이뿐만 아니라 시간에 따른 남성과 여성 빈곤의 변화를 설명하기 위해 사용되어 왔다. 그러나 일반적으로 이러한 접근 방식은 여성 가장 가구가 다른 가구보다 빈곤한 경향이 있다는 인식을 심어주었다. 열악한 가정 기반 시설이나 관수 부족 및 에너지 소비 감소로 인해 여성이 남성보다 확실히 더 불리하다.

### 돈의 젠더
여성은 소득이 적을 뿐만 아니라 리타 울프존(Reeta Wolfzon), CMSW(CMSW),에 의해 만들어진 용어인 "페모노믹스(Femonomics)" 또는 "돈의 성별(Sender of Money)"을 만날 수도 있다. "전통적인" 여성의 이미지와 전통적인 역할은 오늘날 세계의 많은 문화에 여전히 영향을 미치고 있으며, 사람들은 여성이 경제의 필수적인 부분이라는 것을 완전히 깨닫지 못하고 있다. 여성은 번식과 관련된 고유한 건강관리 문제/접근 문제를 가지고 있으며, 이는 자신의 건강관리 비용과 위험을 증가시킨다. 연구에 따르면 여성이 남성보다 평균 5년 더 오래 사는 경향이 있다. 배우자의 죽음은 여성이 재정을 담당하게 하기 때문에 여성의 노년 빈곤을 결정짓는 중요한 요인이다. 하지만, 여성들은 재정적으로 문맹일 가능성이 더 높기 때문에 그들의 돈을 관리하는 방법을 아는 데 더 어려움을 겪는다.
2009년 고르니크 등은 독일, 미국, 영국, 스웨덴, 이탈리아에서 나이든 여성(60세 이상)이 국가 평균보다 훨씬 더 부유하다는 것을 발견했다. 미국에서 그들의 재산 보유량은 국가 중위수의 4배였다.

### 건강
빈곤한 여성들은 의료 서비스와 자원에 대한 접근을 줄였다. 생식 건강을 포함한 좋은 건강을 가질 수 있고, 적절한 영양분을 공급받고, 적절한 피난처를 가질 수 있는 것은 그들의 삶에 커다란 변화를 줄 수 있다. 사회의 성 불평등은 여성들이 돌봄 서비스를 이용하는 것을 방해하고, 따라서 여성들이 건강, 영양, 그리고 심각한 질병의 위험에 처하게 한다. 빈곤에 처한 여성들은 또한 성폭력과 HIV/AIDS의 위험에 더 취약하다. 왜냐하면 그들은 그들을 성적으로 학대할 수 있는 영향력 있는 사람들로부터 스스로를 방어할 능력이 떨어지기 때문이다. HIV 전염은 여성과 소녀들에게 오명과 사회적 위험을 가중시킨다. 영양실조와 기생충 위험과 같은 다른 질병은 산모를 약화시키고 위험한 환경을 조성하여 가난한 여성의 성, 출산 및 산모 관리를 더 위험하게 만들 수 있다. 한국의 건강악화는 가정빈곤의 주요 요인이다.

### 빈곤에 대한 해결책으로써의 여성
빈곤한 가정들을 위한 재정적인 원조 프로그램 때문에, 여성들만 가정의 유지와 아이들을 돌볼 책임이 있기 때문에, 이러한 재정적인 원조가 적절하게 관리되도록 하는 것은 여성들에게 부담이 될 수 있다. 그러한 프로그램들은 또한 비록 본의는 그렇지 않지만, 모든 여성들이 동일한 사회적 지위와 필요를 가지고 있다고 가정하는 경향이 있다. 이러한 효과는 여성 개발만을 목표로 하는 NGO의 수가 증가함에 따라 더욱 악화된다. 여성들은 가정을 유지할 뿐만 아니라 가족을 빈곤에서 벗어나게 해줄 것으로 기대되는데, 이것은 개발도상국에서 여성들이 직면하는 빈곤의 부담을 가중시킬 수 있다. 많은 분야에서, 조건부 현금 이전(CCT) 프로그램은 빈곤에서 벗어나게 할 목적으로 여성에게 직접적인 재정적 지원을 제공하지만, 여성의 소득 잠재력을 제한하게 되는 경우가 많다. 프로그램들은 전형적으로 여성들이 자녀들의 건강과 교육적 결과에 책임을 지기를 기대하고 있으며, 더 높은 소득 잠재력을 가져올 직업이나 교육적 기회를 추구할 시간을 허락하지 않는 다른 프로그램 활동들을 완수하도록 요구한다.

## 빈곤의 형태

### 의사 결정 능력
의사 결정력은 집안 내 여성의 협상 위치에 중심이 된다. 그것은 여성과 남성이 전체 가구단위에 영향을 미치는 결정 방법을 뜻한다. 하지만, 가족과 가장 중요한 것이 무엇인지 결정할 때, 여성과 남성은 종종 매우 다른 우선 순위를 가진다. 의사결정에서 어느 가구원이 가장 큰 힘을 가지고 있는지를 결정하는 요소는 문화마다 다르지만 대부분의 국가에서는 극심한 성 불평등이 존재한다. 가구의 남성은 대개 여성의 건강, 친구나 가족을 방문할 수 있는 능력, 그리고 가계 지출을 결정할 수 있는 힘을 가지고 있다. 그들 자신의 건강을 위한 선택을 하는 능력은 여성과 아이들의 건강 모두에 영향을 미친다. 가계 지출이 어떻게 결정되는가는 여성과 아이들의 교육, 건강, 그리고 복지에 영향을 미친다. 여성의 이동의 자유는 자녀들의 요구뿐만 아니라 그들 자신의 필요를 충족시키는 능력에 영향을 미친다.
가정 내 성차별은 종종 여성의 사회적 지위에 대한 가부장적 편견에 뿌리를 두고 있다. 가계 협상력의 주요 결정요인은 소득과 자산의 통제, 연령, 교육 접근성 및 수준을 포함한다. 여성의 의사결정력이 높아지면 자녀와 가족의 복지가 전반적으로 혜택을 받게 된다. 더 큰 교육을 받는 여성들은 또한 자녀들의 생존, 영양 섭취, 그리고 학교 출석을 걱정할 가능성이 더 높다.

### 소득격차
소득 부족이 여성의 빈곤 위험의 주원인이다. 소득 부족은 여성들이 자원을 얻고, 그 금전적 자원을 사회 경제적 지위로 전환하는 것을 막는다. 소득이 높을수록 직무기술에 더 많이 접근할 수 있을 뿐만 아니라, 더 많은 직무기술을 얻는 것은 수입을 증가시킨다. 여성이 남성보다 소득이 적고, 공공혜택에 접근하기 위해 고군분투하기 때문이다. 기초교육과 건강관리를 박탈당하는 것은, 결국 여성의 고소득 능력을 약화시키는 악순환이 된다.

### 자산부족
마사 누스바움(Martha Nussbaum)에 따르면, 한 사람의 중심적 기능능력은 부동산과 동산의 재산을 모두 보유함에 달린다고 한다. 여러 나라에서, 여성들은 법에 따라 완전히 동등하지 않다. 이것은 그들이 남성과 같은 재산권, 계약을 맺을 권리, 또는 연합의 권리, 이동성, 그리고 종교의 자유를 가지고 있지 않다는 것을 의미한다. 자산은 주로 남편이 소유하거나 가계 생산이나 소비에 사용되며, 둘 중 어느 것도 대출 상환을 하는 여성에게 도움이 되지 않는다. 대출금 상환을 위해 여성은 통상 임금노동자로 더 열심히 일해야 하는 '탈권' 과정을 거쳐야 하는 한편 국내 차원에서도 갈수록 늘어나는 성자원 분열을 겪어야 한다. 여성의 빈곤 확대에 영향을 미치는 주요 요인 중 하나는 교육 및 건강을 포함한 토지, 노동, 인적 자본 자산 및 다양한 수준의 참여, 법적 권리 및 보호와 같은 사회적 자본 자산에 대한 접근과 통제 측면에서 제한된 기회, 능력 및 권한이다.

### 시간빈곤
시간은 빈곤에 포함되는 요소이다. 왜냐하면 그것은 종종 개인에게 불평등하게 분배되는 필수적인 자원이기 때문이다. 특히 다른 자원이 부족할때의 맥락에서 더 중요하다. 성역할과 책임에 현저한 차이가 있는 성(性)과 매우 관련이 있다. 확실히 소득분배에서 여성이 남성보다 더 시간빈곤하다. 여성은 생식 또는 무보수 활동에 집중하는 반면 남성은 생산적이거나 보상받는 활동에 집중한다. 여성들은 일반적으로 남성들보다 더 제한적인 여가시간이 주어지며, 생산적이고 재생산적인 노동의 총합에서 더 많은 시간을 일한다. 시간적 빈곤은 충분한 휴식 및 수면 시간의 부족으로 해석할 수 있다. 유급 또는 무보수로 일하는 시간이 많을수록, 휴식과 즐거움 같은 다른 활동에 사용할 수 있는 시간은 줄어든다. 수면과 휴식을 취할 충분한 시간이 부족한 사람은 '시간 빈곤' 상태의 부담아래 일을 한다. 가정과 경제에서 여성과 남성 사이의 시간 배분은 시간 빈곤에 대한 진화하는 담론에서 주요한 성별 문제이다. 능력 접근법에 따르면, 사람들의 복지에 대한 모든 조사는 사람들이 얼마나 많은 돈을 벌고 있는지 뿐만 아니라 그들의 생계를 충족시키기 위한 재화와 서비스를 얻기 위해 어떻게 그들의 시간을 관리하는지 물어봐야 한다. 시간 빈곤은 충분한 휴식과 수면, 여가를 즐기고 공동체나 사회생활에 참여하는 것을 방해하기 때문에 개인의 행복에 심각한 제약이다.

### 능력 상실
지난 25년 동안, 페미니스트 연구는 젠더 빈곤을 캡슐화하기 위해 보다 전체적인 개념 프레임워크의 중요성을 일관되게 강조해 왔다. 여기에는 교육과 보건의 결핍과 같은 요인을 식별하는 '능력'과 '인간 개발' 프레임워크가 포함된다. 또 다른 것은 물질적 자산뿐만 아니라 사회적 자산을 나타내는 '생계' 틀이다. 또한 빈곤층의 소외를 강조하는 '사회적 배제' 관점과 자존감, 존엄성, 선택 및 권력과 같은 빈곤의 주관적 차원의 중요성을 강조하는 틀도 있다. 남성보다 여성의 비율이 더 높고, 여성은 남성보다 빈곤의 깊이 또는 심각성을 더 많이 겪으며, 여성은 남성보다 더 지속적이고 장기적인 빈곤을 경험할 가능성이 높고, 여성의 불규칙적인 빈곤 부담은 남성과 비교하여 증가하고 있으며, 여성은 빈곤에서 벗어나는데 더 많은 어려움을 겪고 있으며, 여성 주도적인 가구는 빈곤층 중 극빈층이며 이는 '여성화된 빈곤'의 일반적인 특성이다.

### 건강박탈
가난한 여성들은 물질적 결핍과 정신적 스트레스, 높은 수준의 위험 행동, 건강하지 못한 생활 조건, 양질의 의료 서비스에 대한 제한된 접근성 때문에 만성 질환에 더 취약하다. 여성은 남성보다 영양 상태가 좋지 않고 건강하며 신체적 폭력과 성적 학대에 더 취약하기 때문에 빈곤한 상황에서 질병에 더 취약하다. 생식 건강을 포함하여 좋은 건강을 유지할 수 있고, 적절한 영양을 공급받을 수 있고, 적절한 은신처를 가질 수 있다는 것은 그들의 삶에 엄청난 변화를 가져올 수 있다. 여성에 대한 폭력은 HIV 감염의 주요 요인이다. 스틸왜건은 사하라 사막 이남 아프리카에서 HIV 전염 위험이 높은 빈곤은 특히 여성과 소녀들에게 오명과 사회적 위험을 가중시킨다고 주장한다. 영양실조와 기생충 부담 같은 빈곤과 그 상관관계는 숙주를 약화시키고 위험한 환경을 만들어 가난한 여성들의 성관계와 출산과 의료 서비스를 더 위험하게 만들 수 있다.